# Władysław Michejda (1892–1952)
Władysław Michejda (ur. 11 marca 1892 w Cierlicku Górnym, zm. 13 czerwca 1952 w Katowicach) – inżynier górnik, wykładowca Akademii Górniczo-Hutniczej w Krakowie.
Był synem Józefa i Zuzanny z Cienciałów. Ukończył pięć klas gimnazjum w Cieszynie. Później, do 1914, pracował w kopalni węgla „Zofia” w Porębie. W międzyczasie ukończył Polską Szkołę Górniczą w Dąbrowie. Po odbyciu służby w wojsku austriackim i zdaniu matury w polskim gimnazjum w Orłowej rozpoczął w 1919 studia na Akademii Górniczo-Hutniczej. Od 1922 studiował na Uniwersytecie Pittsburskim, a później na Uniwersytecie Harvarda w Cambridge. Studia ukończył w 1926, dwa lata później powrócił do Polski. Był kolejno inżynierem w Giesche, dyrektorem kopalni „Giesche”, komisarycznym zarządcą, a później dyrektorem Towarzystwa Górniczego Orłowa-Łazy.
W czasie II wojny światowej przez krótki czas był więziony przez gestapo. Od 1941 do 1945 był robotnikiem leśnym w Istebnej. Od 1945 roku był wykładowcą AGH i kierownikiem Wydziału Ekspertyz Technicznych w Centralnym Zarządzie Przemysłu Węglowego w Katowicach.